# Banco à Bangkok pour OSS 117
Série
OSS 117 se déchaîne
(1963) Furia à Bahia pour OSS 117
(1965)
Pour plus de détails, voir Fiche technique et Distribution.
Banco à Bangkok pour OSS 117 (italien : OSS 117 minaccia Bangkok) est un film d'espionnage franco-italien réalisé par André Hunebelle, sorti en 1964.

## Synopsis
Réfugié en Asie du Sud-Est, un savant menace le monde du virus de la peste. Mais l'agent OSS 117 veille au grain.

## Fiche technique
- Titre original français : Banco à Bangkok pour OSS 117
- Titre italien : OSS 117 minaccia Bangkok
- Réalisation : André Hunebelle
- Assistant réalisateur : Jacques Besnard
- Scénario : Pierre Foucaud, Raymond Picon-Borel, d'après le roman Lila de Calcutta de Jean Bruce aux Presses de la Cité
- Adaptation : Pierre Foucaud, Raymond Borel, Michel Lebrun, Patrice Rhomm et Richard Caron
- Dialogues : Pierre Foucaud, Michel Lebrun
- Décors : René Moulaert, assisté de Théobald Meurisse
- Photographie : Raymond Lemoigne
- Son : René-Christian Forget
- Musique : Michel Magne
- Montage : Jean Feyte
- Coordinateur des combats et des cascades : Claude Carliez et son équipe
- Générique : Jean Fouchet F.L
- Production : André Hunebelle[3], Paul Cadéac[3],[4], Marcello Danon[3], Pietro Bregni[3], Raymond Borderie[4]
- Directeur de production : Cyril Grize, Roger Boulais
- Studios : Studios de Boulogne
- Sociétés de production : 
  - Gaumont, CICC, Production Artistique et Cinématographique
  - Da. Ma. Produzione
- Société de distribution : Gaumont, SN Prodis
- Pays d'origine :  France,  Italie
- Langue originale : français
- Format : Couleur (Eastmancolor) - 35 mm — 2,35:1 (Franscope) — son Mono
- Genre : Film d'espionnage
- Durée : 118 minutes
- Date de sortie : France 12 juin 1964

## Distribution
- Kerwin Mathews (VF : Jean-Pierre Duclos) : Hubert Bonisseur de La Bath, alias OSS 117, alias Tony Burt
- Pier Angeli (VF : Michèle Bardollet) : Lila Sinn, sœur du docteur
- Robert Hossein : Dr Guna Sinn
- Dominique Wilms : Eva Davidson, secrétaire de Leacock
- Gamil Ratib : Akhom
- Akom Mokranond (VF : Georges Aminel) : M. Sonsak
- Jacques Mauclair : M. Smith
- Henri Virlogeux : Leacock
- Raoul Billerey : Christopher Lemmon / cascadeur pour Kerwin Mathews
- Henri Guégan : Karloff
- Jacques Hilling : Professor Hogby
- Sing Milintrasai : Prasit
- Yasumoto Soichi : le tueur

Non crédité
- Colette Teissèdre : Dr Winter (scène supprimée)

## Autour du film
- Second film de la série des OSS 117 au cinéma par André Hunebelle, son succès sera au moins égal au précédent.
- Robert Hossein qui joue ici le méchant principal, un savant fou, reviendra jouer un autre docteur machiavélique dans le cinquième opus Pas de roses pour OSS 117 en 1968, un rôle cependant moins important.